# Genre grivois

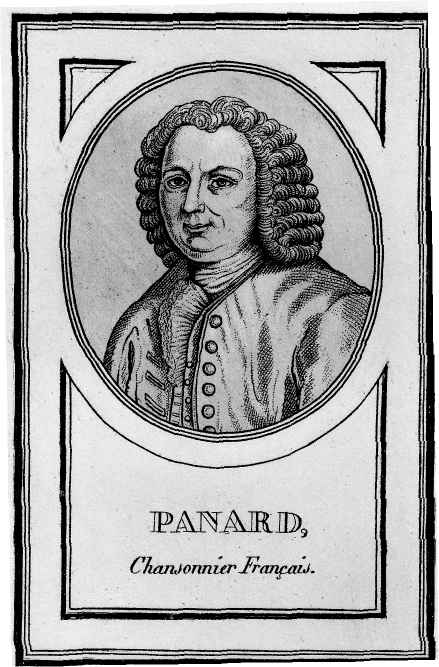
Charles-François Panard, praticien du genre grivois.

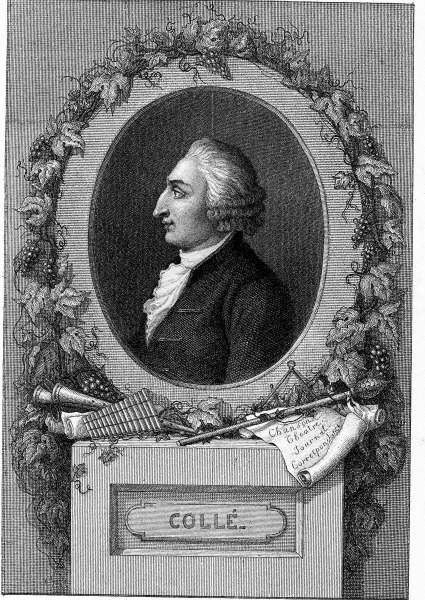
Charles Collé, praticien du genre grivois.

On donne le nom de genre grivois aux poésies qui chantent le vin et l’amour avec joyeuse humeur et sans vergogne.
Après avoir appelé « grivois » les soldats pillards et ivres de leur butin, par allusion aux grives qui vont piller le raisin dans les vignes, on donna le même nom aux hommes gais et bons vivants avant de l’appliquer à la littérature.
Le genre grivois se rattache aux genres anacréontique et érotique par le sujet ; il en diffère surtout parce qu’il préfère à la grâce et à l’élégance une liberté d’allures qui le mène souvent jusqu’aux limites du trivial. Il se rapproche par là du grotesque qui, dans ses diverses variétés, affecte aussi d’unir à la gaieté une franche indépendance. Mais le grotesque, voisin de la caricature, cherche de vigoureux effets, accentue les contrastes, exagère le pittoresque, tandis que le grivois se contente d’une touche superficielle, d’allusions badines, sans grande préoccupation des recherches de l’art. Saint-Amant n’est pas grivois, même quand Bacchus lui « enlumine le museau ». Scarron ne l’est pas davantage, même lorsqu’il écrit sa fameuse chanson bachique de treize pieds :

« Jetons nos chapeaux et nous coiffons de nos serviettes,

Et tambourinons de nos couteaux sur nos assiettes. »

C’est au XVIIIe siècle que le genre grivois s’épanouit, et il est bien d’accord avec les mœurs d’une partie de la société du temps. On trouverait pourtant, dans le grave XVIIe siècle, des pièces où le passage du bachique au grivois est assez marqué, comme dans ce couplet d’Antoinette Des Houlières :
Collé, Panard et les chansonniers de leur école tirent dans le genre grivois des vers dont le succès fut d’assez longue durée. Désaugiers, leur disciple, s’y créa une grande réputation, en célébrant avec plus de verve que de délicatesse la folie, le vin et l’amour. Le genre grivois resta d’abord confiné dans la chanson et dans le conte ; au commencement du XIXe siècle, Pigault-Lebrun l’introduisit dans le roman, où il fut maintenu surtout par Paul de Kock.